# Владимирский (Орловская область)
Влади́мирский — посёлок в Дмитровском районе Орловской области. Входит в состав Друженского сельского поселения.

## География
Расположен в 7 км к северо-западу от Дмитровска на левом берегу ручья Чистый, притока Неруссы, напротив посёлка Николаевский. К северо-востоку от посёлка находится урочище Кудрявское. Высота населённого пункта над уровнем моря — 232 м.

## История
В 1926 году в посёлке было 14 дворов, проживало 84 человека (40 мужского пола и 44 женского). В то время Владимирский входил в состав Рублинского сельсовета Волконской волости Дмитровского уезда. С 1928 года в составе Дмитровского района. В 1937 году в посёлке было 14 дворов.
Во время Великой Отечественной войны, с октября 1941 года по август 1943 года, находился в зоне немецко-фашистской оккупации. Бои за освобождение посёлка вели: 160-я танковая бригада (8 марта 1943 года), 57-я гвардейская танковая бригада (8—9 августа), 24-я (6—9 августа), 25-я (6—10 августа), 26-я (11—12 августа) гвардейские механизированные бригады 7-го гвардейского механизированного корпуса.
После упразднения Рублинского сельсовета посёлок вошёл в состав Друженского сельсовета.

## Население
| 1926 | 2002 | 2010 |
| ---- | ---- | ---- |
| 84   | ↘4   | ↘0   |